# Rita Ravier
Rita Ravier est une danseuse interprète, chanteuse, choriste, comédienne et chorégraphe française. Elle est née à la Martinique et elle vit et travaille à Rivière-Salée (Martinique). En 2016 elle cofonde la compagnie théâtrale Cie Insolites avec Emilie Alves de Puga et Murielle Bedot.

## Biographie
Élève au Centre des arts de la scène (Centre d'arts pluridisciplinaire) à Paris, elle entame sa carrière en 2002 avec la Compagnie Difé Kako, puis en 2012 dans d'autres compagnies de danse, telles que la Compagnie Christiane Emmanuel, la compagnie Idylle de Murielle Bedot et la compagnie Yonn Dé Moun de Jean-Félix Zaïre.

### Carrière musicale
Elle commence à chanter avec le groupe Sanblaze (rap acoustique) et apprend le chant lyrique avec Nathalie Sanz. Elle s'exerce avec Faratouba, Hm..Hm, l'Orchestre Difé Kako et participe à la création de plusieurs albums,.

### Carrière au théâtre
Sa carrière au théâtre débute avec la Compagnie Acte II à Paris et la pièce Le Livre de la jungle. Lors de son retour en Martinique (en 2014) elle se produit avec des groupes comme Théâtre du Flamboyant de Lucette Salibur, E.T.C (Écritures Théâtrales en Caraïbe), Cie Rézylians d'Éric Delor, Théâtre de la Ruche de Valérie Goma en Guyane, Compagnie T.R.A.C.K de Daniély Francisque, Compagnie Bleus et ardoise de Françoise Dô, Compagnie Ile Aimée d'Hervé Deluge et la Compagnie Kant é Kant de Néophana Valentine et Emile Pelti.
En 2019 elle joue dans la pièce de théâtre de Daniely Francisque intitulée Ladjablès.

### Carrière cinématographique
Elle participe à des documentaires, séries télévisées et courts métrages.

### Vie associative
En dehors de sa carrière artistique, elle s’engage auprès d’associations telles que Culture Égalité (association féministe martiniquaise) et Latwoup AM4 (Association culturelle Mi Mès Manmay Matinik) à titre de chorégraphe.

## Filmographie

### Courts métrages
- Où est le mâle de Teddy Albert[3].

### Documentaire
- Oxygène  d'Obeltour (Office du tourisme de Bellefontaine)[3].

### Séries télévisées
- 2014 et 2015 :Tom et Dom,  sur Canal +Antilles,  Couleur Café productions et Jeunes Passeurs[3].